# Нидерланды на «Евровидении-1963»
Нидерланды принял участие в Евровидении 1963, проходившем в Лондоне, Великобритания. Его представила голландский Анни Пальмен с песней «Een speeldoos», выступившая под номером 2. В этом году страна заняла вновь последнее место, не получив ни одного балла. Комментатором конкурса от Нидерланд в этом году стал Виллем Дёйс (NTS), а глашатаем — Пим Якобс.
Анни Пельмен выступила в сопровождении оркестра под руководством Эрика Робинсона.

## Национальный отбор
Национальный финал должен был состояться 23 января в отеле «Тиволи» в Утрехте. Но трансляция финала была отменена из-за забастовки телекомпании НТС. В итоге Анни Пальмен, которую выбрали жюри, исполнила три песни на выбор: «Geen ander», «Kijk, daar is de zon» и «Hoor je mij». Победила композиция «Geen ander», но был изменён текст песни, а также название, сначала на «Een droombeld», а затем — на «Een speeldoos».

## Страны, отдавшие баллы Нидерландам
Каждая страна присуждала от 1 до 5 баллов пяти наиболее понравившимся песням.
В этом году Нидерланды вновь не получили ни одного балла от других государств, став первой страной, которая два раза подряд получила ноль баллов.

## Страны, получившие баллы от Нидерланд
| 5 баллов | Дания          |
| 4 балла  | Франция        |
| 3 балла  | Великобритания |
| 2 балла  | Монако         |
| 1 балл   | Италия         |